# Donna Hayward
Donna Hayward to jedna z bohaterek amerykańskiego serialu Miasteczko Twin Peaks. Jej rolę odtwarza Lara Flynn Boyle.
Donna była najlepszą przyjaciółką Laury Palmer i po jej śmierci obsesyjnie zagłębiła się w poszukiwanie jej zabójcy i odgadnięcie jego motywów. Pomagał jej w tym James Hurley, sekretny chłopak Laury, w którym Donna się zakochała. Później dołączyła do nich także Madeleine Ferguson, kuzynka Laury, uderzająco podobna do zmarłej.
Na końcu serii dowiadujemy się, że biologicznym ojcem Donny prawdopodobnie nie jest doktor Hayward, ale Benjamin Horne.
Donna z początku wydaje się być dość zrównoważoną postacią, ale późniejsze problemy miłosne, odkrywanie tajemnic Laury i tajemnic własnej rodziny, rozstraja jej życie i powoduje wiele emocjonalnych problemów, z którymi bohaterka musi się zmierzyć.